# Rodny Lopes Cabral
Rodny Lopes Cabral (Rotterdam, 28 januari 1995) is een Kaapverdisch-Nederlands voetballer die als verdediger speelt.

## Carrière
Rodny Lopes Cabral speelde in de jeugd van EDS, SVV, Spartaan'20 en Feyenoord. Bij Feyenoord maakte hij twee seizoenen deel uit van de eerste selectie, maar kwam door blessures niet in actie. In december 2015 werd zijn contract, wat nog doorliep tot medio 2016, door Feyenoord ontbonden. In het seizoen 2016/17 speelde hij voor de amateurclub RVVH, waarna hij naar Telstar vertrok. Hier debuteerde hij in het betaald voetbal op 18 augustus 2017, in de met 2-2 gelijkgespeelde uitwedstrijd tegen FC Eindhoven. Hij begon in de basis en werd in de 54e minuut vervangen door Shaquill Sno. Eind juli 2019 ging hij naar het Roemeense Politehnica Iași, waar hij tot 2021 speelde.

### Statistieken
| Seizoen                     | Club                 | Land           | Competitie     | Competitie | Competitie | Beker | Beker | Overig | Overig | Totaal | Totaal |
| Seizoen                     | Club                 | Land           | Competitie     | Wed.       | Dlp.       | Wed.  | Dlp.  | Wed.   | Dlp.   | Wed.   | Dlp.   |
| --------------------------- | -------------------- | -------------- | -------------- | ---------- | ---------- | ----- | ----- | ------ | ------ | ------ | ------ |
| 2014/15                     | Feyenoord            | Nederland      | Eredivisie     | 0          | 0          | 0     | 0     | 0      | 0      | 0      | 0      |
| 2015/16                     | Feyenoord            | Nederland      | Eredivisie     | 0          | 0          | 0     | 0     | –      | –      | 0      | 0      |
| 2017/18                     | Telstar              | Nederland      | Eerste divisie | 32         | 0          | 0     | 0     | 1      | 0      | 33     | 0      |
| 2018/19                     | Telstar              | Nederland      | Eerste divisie | 36         | 2          | 0     | 0     | –      | –      | 36     | 2      |
| 2019/20                     | CSM Politehnica Iași | Roemenië       | Liga 1         | 22         | 0          | 4     | 0     | –      | –      | 26     | 0      |
| 2020/21                     | CSM Politehnica Iași | Roemenië       | Liga 1         | 7          | 1          | 2     | 0     | –      | –      | 9      | 1      |
| Carrièretotaal              | Carrièretotaal       | Carrièretotaal | Carrièretotaal | 97         | 3          | 6     | 0     | 1      | 0      | 104    | 3      |
| Bijgewerkt op 31 maart 2022 |                      |                |                |            |            |       |       |        |        |        |        |

### Interlandcarrière
In zijn periode als jeugdspeler bij Feyenoord speelde Rodny Lopes Cabral enkele jeugdinterlands voor Nederlandse jeugdelftallen. In 2019 werd hij geselecteerd voor het Kaapverdisch voetbalelftal. Hij speelde tot op heden één wedstrijd: Een met 2-1 gewonnen oefenwedstrijd tegen Togo.